# Mitchell Ervin
Mitchell Ervin (* 20. November 1979 in New Orleans, Louisiana) ist ein US-amerikanischer Schiedsrichter im Basketball, der seit dem Jahr 2014 in der NBA tätig ist. Er trägt die Uniform mit der Nummer 27.

## Karriere

### College-Basketball
Vor dem Einstieg in die NBA arbeitete er acht Jahre als College-Basketballschiedsrichter u. a. in der Big 12 Conference und Conference USA.

### National Basketball Association
Ervin begann im Jahr 2014 seine NBA-Schiedsrichterlaufbahn beim Spiel der San Antonio Spurs gegen die Atlanta Hawks.
Zuvor war er vier Jahre als Schiedsrichter in der NBA G-League tätig.